# Bordères-et-Lamensans
Bordères-et-Lamensans is een gemeente in het Franse departement Landes (regio Nouvelle-Aquitaine) en telt 344 inwoners (1999). De plaats maakt deel uit van het arrondissement Mont-de-Marsan.

## Geografie
De oppervlakte van Bordères-et-Lamensans bedraagt 15,8 km², de bevolkingsdichtheid is 21,8 inwoners per km².
De onderstaande kaart toont de ligging van Bordères-et-Lamensans met de belangrijkste infrastructuur en aangrenzende gemeenten.

## Demografie
Onderstaande figuur toont het verloop van het inwonertal (bron: INSEE-tellingen).